# Matupi-barlang
A Matupi-barlang a szubszaharai Afrika fontos régészeti felfedezése. A barlang a Kongói Demokratikus Köztársaság Orientale tartományában található Ituri erdőségben fekszik. Története több mint 40 000 évre nyúlik vissza, amióta a helyi emberek folyamatosan használják. A barlangot 1997-ben felvették az UNESCO világörökség javaslati listájára.

## Története

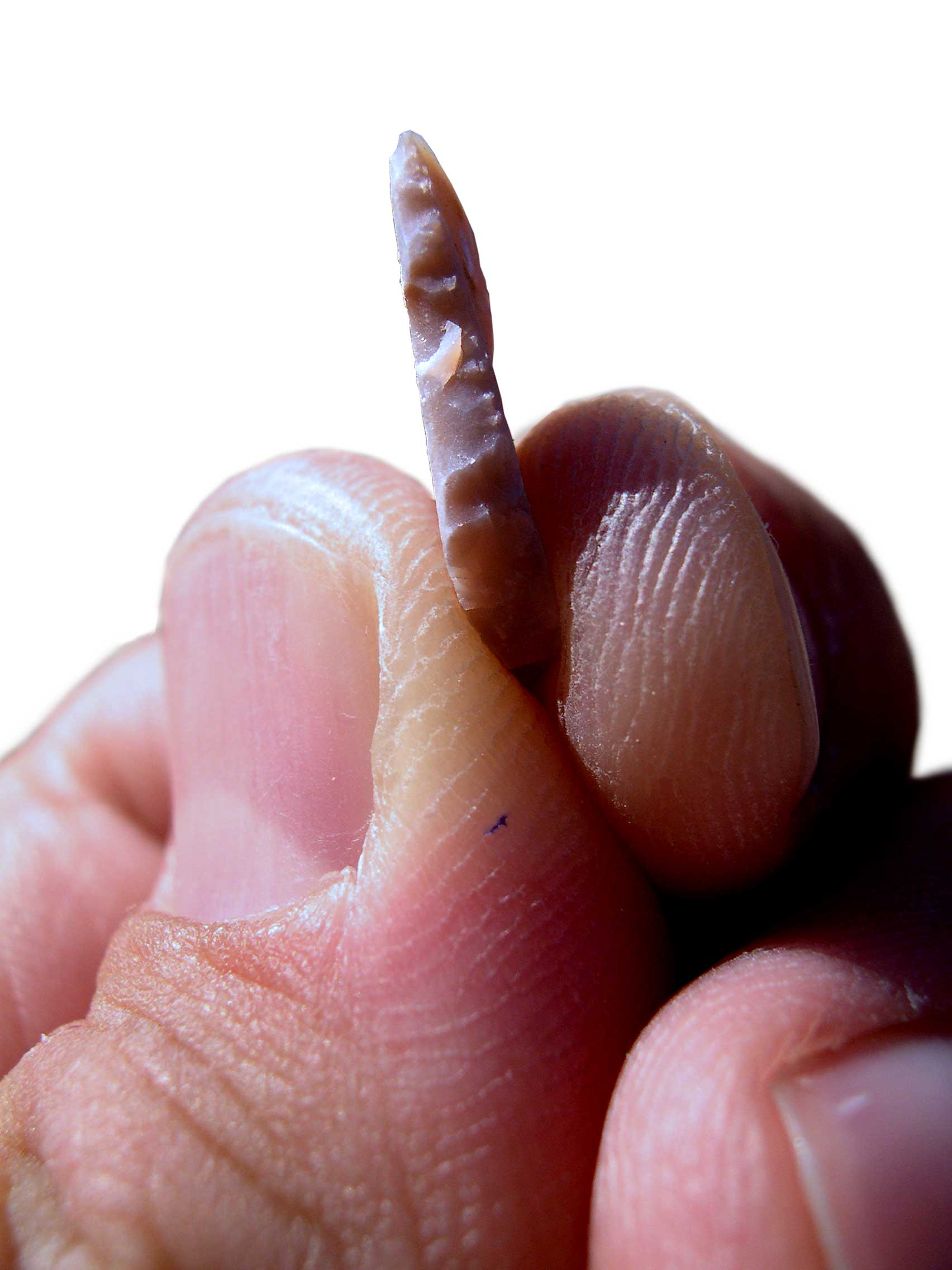
Mikrolit

A Matupi-barlangot 1973-ban fedezte fel Francis Van Noten, a belgiumi Tervuren Királyi Közép-Afrikai Múzeumának kutatója. A feltárási munkák 1973-74-ben folytak. A barlang több mint 2 m-es üledéke a felső 25 cm-en jelenkori és vaskori leleteket tartalmaz, majd a folyamatos további rétegek mikrolitikus kőkorszaki maradványokat rejtenek, a lerakódások alsó rétegében 40 000 évvel ezelőtti időből. A barlang talaja a régészeti feltárások számára kedvező volt, sem túl nedves sem túlságosan savas, így a szerves maradványok kellőképpen megmaradtak, legalábbis az üledék felső rétegeiben. 
A legmélyebb réteg 32 000-40 700 évvel ezelőtti időszakból származik. Ezt a világ legrégebbi mikrolitikus technológiája jellemzi. A Matupi-barlang mikrolitikus kőszerszám-technológiájának korszaka különösen érdekes. A mikrolitok kicsiny, kőből készült kőpikkelyek vagy pengék, melyeket fából vagy csontból készült nyelekbe erősítettek, összetett szerszámokat hozva így létre. Hosszú pálcára erősített mikrolitok egy nyíl részét képezték; sorban egymás mellé helyezve pedig vágószerszámot alkottak.
A kőszerszámok miniatürizálása jelentős technológiai fejlődést tükröz. Az éles kövek kicsiny, sokoldalúan használható darabjai könnyebbé tették a vadászó-gyűjtögető emberek által hordott terhet, így megnövelve az általuk bejárható távolságokat. A moduláris kivitel azt jelentette, hogy a mikrolitokat úgy lehetett különféle használati eszközökbe építeni, hogy javításukkor nem kellett új szerszámot készíteni, csak a törött darabot kellett kicserélni.
A Matupi-barlang ennek a technológiai forradalomnak legkorábbi szakaszát képviseli, de ez nem jelentette azt, hogy a kőkorszak emberei mezőgazdaság és erdőirtásra alkalmas eszközök nélkül éltek volna. Bebizonyosodott, hogy a Matupi-barlang mikrolit eszközeinek készítői akkor éltek itt, amikor a barlangot még nem vette körül esőerdő. A radiokarbon vizsgálatok a legutóbbi jégkorszakra mutatnak, mely mintegy 12 000 évvel ezelőtt ért véget. A Matupinál talált állati csontok és növényi maradványok inkább szavannára utalnak, semmint erdei környezetre. A legutóbbi jégkorszak szárazabb klímája szavannás területekkel szaggatta meg az erdőt, melyek megnövelték a vadászó-gyűjtögető életmódot folytató emberek számára rendelkezésre álló területek változatosságát. Ebben a környezetben a mikrolitok azt a technológiai többletet nyújtották az emberek számára, melyekkel nagyobb távolságokat tehettek meg, és ugyanazzal a moduláris és az igényeknek megfelelően alkalmazható szerszámkészlettel többféle feladatot végezhettek el.
A barlangi üledék radiokarbon vizsgálata valamint pollen-analízise azt mutatta, hogy az éghajlat a maitól nagyon eltérő volt. A környéken jelenleg 1700 mm az éves csapadékmennyiség, a területet fajokban gazdag egyenlítői erdő borítja. 14 000 évvel ezelőtt az éghajlat sokkal szárazabb volt, a barlang közelében szavanna terült el.
Az alsó rétegből (140–185 cm) viszonylag kevés kőkori maradvány került elő. Ez a réteg a 21 000 – 32 000 évvel ezelőtti időszakból származik.
A középső réteg (65–140 cm) 12 000 – 21 000 évvel ezelőtti korból származik. Kőkorszaki leletekben nagyon gazdag, megemlítendő a pattintott kőkori „Kwé” díszítés.
A legfelső réteg a mikrolitikus technológiájú újkőkorszakban keletkezett 3000 - 12 000 évvel ezelőtt, majd ezt vaskorszaki maradványok követik.